# Rockall
 (septembre 2020).
Pour la zone météorologique, voir Rockall (zone).
Rockall (/ˈɹɒk.ɔːl/) est un rocher isolé de l'Atlantique nord, situé entre l'Irlande et l'Islande, à l'ouest de l'Écosse. Le rocher est bien connu des marins britanniques pour avoir donné son nom à une des zones du bulletin météorologique marin radiodiffusé par la BBC. Le statut des fonds océaniques environnants fait l'objet de revendications contradictoires de la part du Royaume-Uni, de l'Irlande, du Danemark (au titre des îles Féroé) et de l'Islande,.
L'île proprement dite se réduit à un rocher d'une taille insuffisante pour justifier de droits à une zone économique exclusive (ZEE). Jusqu'en 1997, le Royaume-Uni déclarait que Rockall devait être prise en compte pour la détermination des limites des zones économiques exclusives dans le secteur, mais a désormais renoncé à cette revendication. Il demeure aujourd'hui un désaccord concernant les droits sur le plateau continental. Ce sont des droits exclusifs à l'exploitation des ressources disponibles dans le sous-sol (pétrole, gaz naturel, etc.) qui ne doivent pas être confondus avec les droits économiques exclusifs puisqu'ils n'emportent aucun droit de pêche.

## Géographie

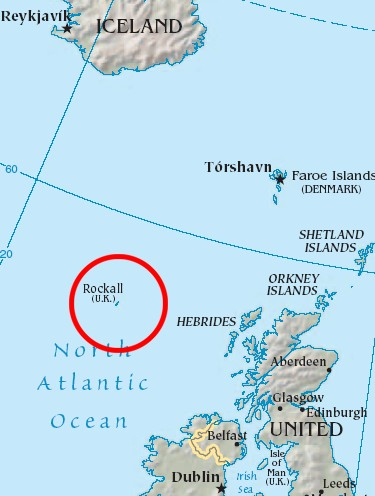
Localisation de Rockall.

Rockall est le sommet d'un volcan éteint. Il est situé à une distance de 301,4 kilomètres (ou 162,7 milles nautiques) à l'ouest de l'île inhabitée de Soay de l'archipel de Saint-Kilda (nord-ouest de l'Écosse), de 368,7 kilomètres du hameau de Hogha Gearraidh, sur l'île de North Uist (nord-ouest de l'Écosse) et de 424 kilomètres du Donegal, nord de la république d'Irlande. Le rocher est large d'environ 25 mètres à la base et s'élève abruptement jusqu'à une altitude maximale de 17,15 mètres. Il est régulièrement battu par d'immenses vagues de tempête, tout particulièrement en hiver.
On peut distinguer une petite corniche (appelée corniche de Hall) de 3,50 mètres sur 1,30 mètre à 4 mètres du sommet. Les seuls habitants permanents du rocher sont des bigorneaux et autres mollusques marins. Un petit nombre d'oiseaux, essentiellement des fulmars, des fous de Bassan, des mouettes tridactyles et des guillemots, utilisent le rocher en été pour y prendre du repos ; quelques fous de Bassan et guillemots parviennent occasionnellement à s'y reproduire pendant les étés suffisamment calmes pour qu'aucune vague de tempête ne frappe entièrement le rocher.
Il n'y a aucune ressource naturelle en eau douce.
On peut aussi noter à proximité les Monticules de Darwin, de remarquables collines coralliennes à environ 185 km (100 milles nautiques) du cap Wrath.

## Origines et découverte
L'origine du nom est controversée ; on a suggéré qu'il pourrait dériver du gaélique sgeir rocail que l’on traduit parfois par « rocher rugissant » encore que le terme « rocail » soit plutôt évocateur d'une idée de déchirure. On a aussi conjecturé une parenté avec le mot hrukka en vieux norrois.
La position de Rockall et sa description concordent avec celles d'un des îlots mentionnés par la Perigrinatio Brendani latine, ou voyage de saint Brendan.
La première référence à l'île (sous le nom de Rockol) figure dans l'ouvrage Une description des îles Hébrides extérieures, une œuvre de Martin Martin publiée en 1716. Dans cet ouvrage l'auteur fait un compte rendu d'un voyage à Saint-Kilda, où le rocher était connu des autochtones sous le nom de Rockabarra (Rocabarraigh). Le nom de Rocabarraigh est également utilisé dans les traditions folkloriques gaéliques pour désigner un rocher mythique qui est supposé apparaître trois fois, la dernière annonçant la fin du monde.
« Nuair a thig Rocabarra ris, is dual gun tèid an Saoghal a sgrios ».
(« Quand Rocabarra réapparaîtra, le monde a toutes chances d'être détruit »)

## Expéditions scientifiques

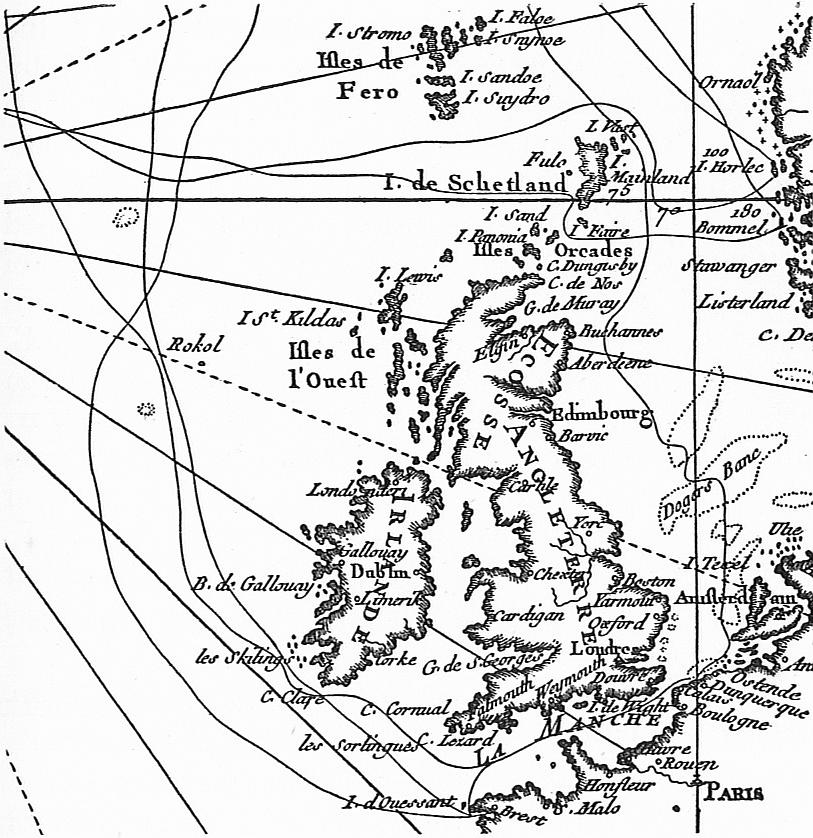
Carte dressée par Kerguelen montrant la position de Rockall (Rokol), publiée en 1771 après son voyage dans la zone en 1767.

Le premier repérage de la position exacte de Rockall ainsi que des caractéristiques du Banc de Rockall remonte à 1831, sous la direction du capitaine A. T. E. Vidal de la Royal Navy,.
La première expédition scientifique à Rockall a été dirigée en 1896 par Miller Christie. Il s'agissait d'une étude de la flore et de la faune engagée par l'Académie Royale d'Irlande, à bord du Granuaile.
Du 29 juin au 4 juillet 1921, le Pourquoi Pas ? dirigé par le commandant Charcot s'arrête pour étudier Rockall et les fonds marins des environs. Un débarquement a lieu qui permet de prélever des échantillons de roches et d'algues.
En 2003, le RV Celtic Explorer a mené une expédition de cartographie de la zone de Rockall et du nord-ouest du Donegal.
L’ILV Granuaile a été affrété par le Geological Survey of Ireland, pour le compte du ministère irlandais des communications, de la marine et des ressources naturelles, afin de mener une étude sismique des bancs de Rockall et de Hatton en juillet 2004. [réf. souhaitée]

## Catastrophes maritimes

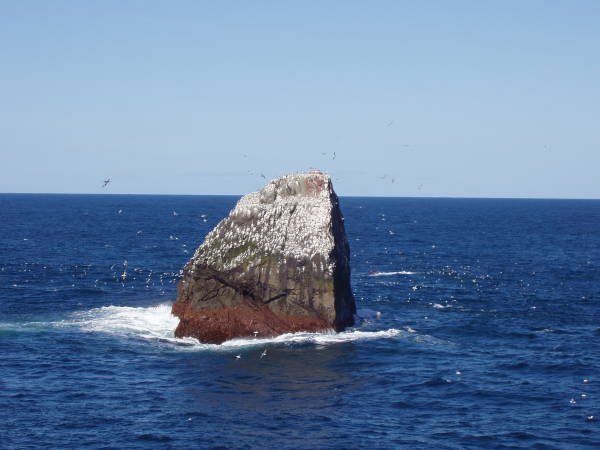
Rockall. On distingue de l'écume derrière lui, un peu à droite. Il s'agit des récifs de Hasselwood Rock.

Plusieurs naufrages se sont produits dans l'histoire sur Hasselwood Rock (en) (un rocher situé à environ 300 mètres de Rockall et visible par temps calme) et sur le récif de Helen (qui n'a été dénommé qu'à partir de 1830). [réf. souhaitée]
- En 1686, un navire de commerce espagnol en route vers le Nouveau Monde s'écrase sur les rochers le 22 août 1686, causant la mort de 250 personnes.
- En 1812, le bateau d'exploration Leonidas sombre sur Helen's Reef.
- En 1824, la brigantine Helen de Dundee, en route vers le Québec, sombre à Hasselwood Rock : « l'équipage ne put empêcher la noyade de la majorité des passagers, dont sept femmes et six enfants ».
- En 1904, le SS Norge, un navire de 3 318 tonnes, transportant 700 émigrants de Copenhague vers New York, sombre le 28 juin 1904[12]. Il y a eu 635 victimes.

Tant en Irlande qu'au Royaume-Uni, la presse a évoqué la présence d'au moins deux bombes intactes datant de la Seconde Guerre mondiale et reposant à moins de 250 mètres de Rockall. À l'heure actuelle, il n'a pas été cherché à les neutraliser.

## Histoire et revendications territoriales

Carte de situation. Les différentes couleurs utilisées pour la représentation des mers symbolisent les zones économiques exclusives.

### Premières visites
Le plus ancien débarquement connu sur l'îlot a eu lieu le 8 juillet 1810. Un officier britannique du nom de Basil Hall conduisit ce jour-là un petit groupe de marins de la frégate HMS Endymion jusqu'au sommet. La frégate était en train de prendre des mesures de profondeur autour de Rockall lorsqu'elle fut prise dans une brume légère. Les membres de l'expédition, après une première tentative pour retrouver le navire dans cette brume, durent y renoncer et retourner à Rockall. Tandis que la brume s'épaississait, la vigie envoyée au sommet du rocher aperçut de nouveau la frégate, mais encore une fois les barques ne purent la rejoindre avant qu'elle ne reprenne du champ. Ce n'est que juste avant le coucher du soleil que le bateau fut aperçu une nouvelle fois et que l'expédition put regagner le bord. Pendant ce temps, l'équipage de l'Endymion avait recherché le rocher pendant cinq ou six heures, tirant le canon toutes les dix minutes. Cette expérience et d'autres aventures sont relatées dans un ouvrage de Hall, intitulé Fragment de voyages et anecdotes de la vie marine.
La visite suivante attendra l'été 1862 et sera accomplie par un certain M. Johns, à bord du HMS Porcupine, à l'occasion d'une mission d'étude du fond marin préalable à la pose d'un câble transatlantique. Johns prendra pied sur l'île, mais ne réussira pas à gagner le sommet[réf. nécessaire].

### Les revendications britanniques

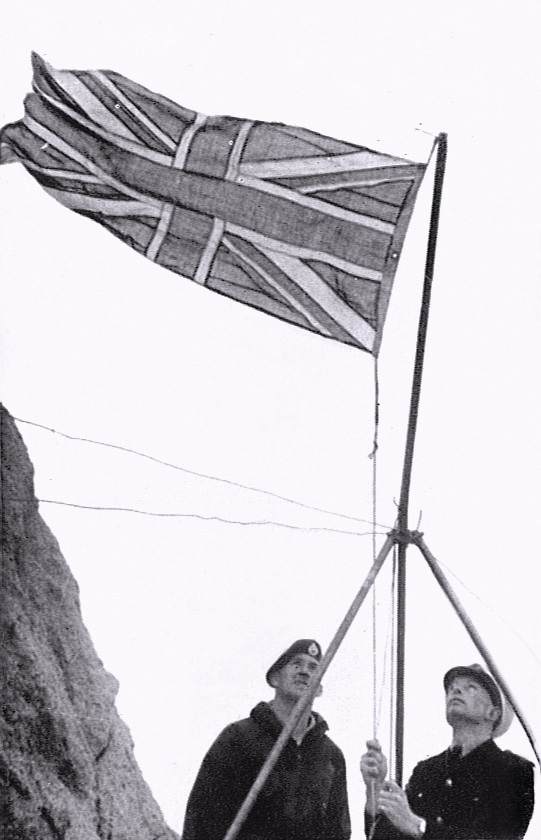
Le lieutenant Desmond Scott hisse l'Union Jack en 1955.

C'est le 18 septembre 1955 à 10 h 16 très précisément que va se dérouler la toute dernière extension territoriale de l'Empire britannique. L'île va être officiellement annexée par le Royaume-Uni, par les soins du capitaine de corvette Desmond Scott, du sergent Brian Peel, du caporal A. A. Fraser et de James Fisher (un naturaliste civil ayant antérieurement appartenu à la Marine Royale). Déposée par un hélicoptère depuis le HMS Vidal, l'équipe cimentera une plaque de bronze sur Hall's Ledge et hissera l'Union Jack pour matérialiser la revendication britannique.
Voici le texte de la plaque :
« BY AUTHORITY OF HER MAJESTY QUEEN ELIZABETH THE SECOND, BY THE GRACE OF GOD OF THE UNITED KINGDOM OF GREAT BRITAIN AND NORTHERN IRELAND AND OF HER OTHER REALMS AND TERRITORIES, QUEEN, HEAD OF THE COMMONWEALTH, DEFENDER OF THE FAITH, ETC. ETC. ETC. AND IN ACCORDANCE WITH HER MAJESTY'S INSTRUCTIONS DATED 14. 9. 55. A LANDING WAS EFFECTED ON THIS DAY UPON THE ISLAND OF ROCKALL FROM H.M.S. VIDAL. THE UNION FLAG WAS HOISTED AND POSSESSION OF THE ISLAND WAS TAKEN IN THE NAME OF HER MAJESTY. [Signed] R H Connell, CAPTAIN, H.M.S. VIDAL, 18 SEPTEMBER 1955 »

Traduction en français : 

« De par l'autorité de Sa Majesté Élisabeth II, par la grâce de Dieu, Reine du Royaume-Uni de Grande-Bretagne et d'Irlande du Nord et de ses autres royaumes et territoires, Chef du Commonwealth, Défenseur de la Foi et en accord avec les instructions de Sa Majesté en date du 14 septembre 1955, un débarquement sur l'île de Rockall a été organisé depuis le navire HMS Vidal. Le drapeau de l'Union a été hissé, et il a été pris possession de l'île au nom de Sa Majesté. »

— R H Connell, capitaine, HMS Vidal, 18 septembre 1955.
L'annexion formelle de Rockall a été proclamée par l'amirauté le 21 septembre.
La motivation initiale de cette expédition n'était pas d'ordre économique. Il faut plutôt aller chercher du côté du premier essai de missile nucléaire guidé du Royaume-Uni, le missile américain Corporal. On s'apprêtait à un essai au-dessus de l'Atlantique Nord, au départ de South Uist aux Hébrides extérieures. Le ministère de la défense craignait que l'Union soviétique n'installât du matériel de surveillance sur l'île ; d'où la décision prise en avril 1955 de prendre formellement possession de l'île et de la déclarer sous souveraineté britannique, afin de prévenir son utilisation comme base d'observation pour des puissances étrangères.
Le 10 février 1972, une loi, l’Isle of Rockall Act, recevait l'assentiment royal ; elle avait pour effet d'incorporer administrativement l'île à Harris (à laquelle Saint-Kilda était déjà rattachée), qui appartenait à l'époque au comté de l'Inverness-shire et donc d'en faire une part intégrante du Royaume-Uni. Compte tenu des réformes administratives intervenues depuis lors en Écosse, Rockall fait maintenant administrativement partie des Hébrides extérieures . Ultérieurement, un émetteur radio fut installé sur le rocher et les autorités britanniques émirent une interdiction de toute navigation à moins de 50 milles de l'îlot.
En 1985, Tom McLean, ancien membre du SAS, explorateur et expert en survivalisme resta à demeure sur l'île du 26 mai au 4 juillet afin d'y affirmer les revendications britanniques.
En 1999, un acte du Parlement britannique, le Scottish Adjacent Waters Boundaries Order, a eu pour effet de confirmer la juridiction des tribunaux écossais sur Rockall et les eaux adjacentes.
Rockall est éloignée de 461,5 km d'Ardnamurchan Point en Écosse et à 301,4 km de Saint-Kilda, cette île se trouvant elle-même à plus de 150 km à l'ouest de Harris dans les Hébrides extérieures. Rockall se trouve également à 367,0 km (198,1 milles nautiques) d'Aird An Runair sur l'île habitée de North Uist. En 1997 le Royaume-Uni a ratifié la Convention des Nations unies sur le droit de la mer de 1982, renonçant par conséquent à toute revendication à une zone économique exclusive de 200 milles nautiques (370 km) autour du rocher. Toutefois, Rockall se trouvant elle-même à moins de 200 milles nautiques de Saint-Kilda et de North Uist, l'îlot se situe lui-même dans la zone économique exclusive britannique ; en conséquence, le Royaume-Uni peut affirmer, en vertu du traité, ses « droits souverains aux fins d'exploration et d'exploitation, de conservation et de gestion des ressources naturelles, biologiques ou non biologiques » du rocher et d'une zone maritime de 12 milles nautiques de rayon centrée sur celui-ci. Enfin, le Royaume-Uni et la république d'Irlande ont conclu un accord frontalier qui reconnaît l'appartenance de Rockall à la zone sous contrôle britannique.

### Les revendications irlandaises
La république d'Irlande ne manifeste aucune revendication formelle à l'égard de Rockall, considérant qu'il s'agit d'un rocher inhabitable sans eaux territoriales et donc sans effet aucun sur les limites des zones économiques exclusives des quatre États concernés. Des revendications nationalistes se sont toutefois fait entendre, fondées sur la distance de Rockall au comté de Donegal, en république d'Irlande, qui n'est que de 424 kilomètres, donc plus faible qu'entre Rockall et l'Écosse non insulaire.
Dans une réponse écrite datée du 14 juin 1990 du ministre irlandais des affaires étrangères à un parlementaire qui l'interrogeait, les positions britanniques et irlandaises sur la délimitation du plateau continental ont pu être conciliées. En conséquence de cet accord, la juridiction irlandaise est admise par les Britanniques sur une zone extrêmement étendue, qui inclut une portion du plateau de Rockall. La possession de Rockall à proprement parler n'a pas été évoquée dans l'accord et n'est nullement affectée par celui-ci. Aucune discussion supplémentaire concernant le rocher n'avait été initiée.
Plus récemment, le 11 juin 2003, le ministre irlandais des communications, de la marine et des ressources naturelles a fourni une réponse écrite à un parlementaire dont il ressort que « l'Irlande revendique un plateau continental étendu (au-delà de 500 milles nautiques, soit 926 km) particulièrement dans la région de Hatton–Rockall ». La commission des Nations unies sur les limites du plateau continental n'ayant pas compétence pour régler les conflits de délimitation entre États et ne pouvant déclarer une région comme contestée qu'avec l'accord de toutes les parties concernées, c'est informellement que l'Irlande a entrepris des discussions avec l'Islande et les Îles Féroé dans l'espoir de trouver une solution au différend avant de faire connaître ses revendications à la Commission, ce qui devrait être fait en 2006.
L'indépendant Seán Dublin Bay Rockall Loftus, un ancien maire de Dublin (en 1995 et 1996), demande depuis longtemps que l'Irlande revendique la souveraineté sur Rockall et a soutenu avec enthousiasme l'occupation par Greenpeace. Il a, à deux reprises, fait enregistrer un changement de son état civil, dont une fois pour y ajouter « Rockall » et manifester ainsi son implication dans cette cause. [réf. souhaitée]

### Les revendications islandaises
L'Islande ne revendique pas le rocher. Elle considère en effet celui-ci sans effet sur les délimitations des zones économiques exclusives et du plateau continental. Néanmoins, l'Islande revendique un plateau continental étendu dans le secteur de Hatton-Rockall.
L'Islande a ratifié la Convention des Nations unies sur le droit de la mer en 1985 et était d'ailleurs le premier État occidental à le faire. La même année, des décisions gouvernementales ont délimité la région où l'Islande revendique des droits au plateau continental, ce règlement s'appuyant sur une loi de 1979 par laquelle l'Islande revendique le droit exclusif à la recherche et à l'exploitation des ressources de son plateau continental. Pour ce qui est du secteur de Hatton-Rockall, l'Islande revendique une zone qui s'étend jusqu'à 60 milles nautiques au-delà de son plateau continental et estime que le Royaume-Uni et l'Irlande n'ont aucun droit à un plateau continental au-delà de leurs zones économiques exclusives. La région revendiquée par l'Islande s'étend jusqu'à 700 milles nautiques au sud de la côte islandaise, plus au sud que le point le plus septentrional de la Grande-Bretagne.
En 2001 l'Islande a commencé à préparer le dossier qu'elle compte soumettre à la Commission sur les Limites du Plateau continental et espère clôturer le dossier pour 2007. Cette préparation exige de cartographier tous les fonds marins dans les zones revendiquées en dehors de la zone économique exclusive et, dans le cas de l'Islande, d'une partie de la zone économique exclusive également. Au total, ce sont 1,3 million de kilomètres carrés qui auront été explorés par les institutions de recherche marine islandaise pour la préparation de ce dossier, soit 13 fois la surface terrestre du pays. Dans la mesure où la commission n'intervient pas dans les litiges entre États, on peut s'attendre à ce que le dossier soumis par l'Islande ne couvre que la zone que cet État est le seul à revendiquer et s'abstienne de mentionner le secteur de Hatton-Rockall. En 2001, l'Islande a accueilli une première rencontre informelle des quatre États concernés par le dossier.

### Les revendications danoises
Les îles Féroé constituent une région autonome du royaume du Danemark. Depuis 1948 elles disposent d'une large autonomie qui excepte seulement la défense et les affaires étrangères. En conséquence, leurs intérêts à Rockall sont représentés par le Danemark. Celui-ci revendique pour leur compte des droits sur le plateau continental dans le secteur de Hatton-Rockall sans toutefois revendiquer le rocher proprement dit.

### État Global de Waveland
En 1997, l'organisation non gouvernementale Greenpeace a occupé l'île quelques jours, la renommant Waveland, en action de protestation contre les actions de recherche pétrolière organisées sous autorité britannique.
L'île fut érigée par Greenpeace en « nouvel État Global », la citoyenneté de Waveland étant ouverte à toute personne souhaitant manifester son allégeance.
Le Home Office, interrogé à ce sujet, s'est borné à déclarer que, le Royaume-Uni étant un État libre et Rockall en faisant partie, chacun était libre de voyager à Rockall, puis a ostensiblement ignoré les occupants.
Le projet d'État global s'est poursuivi jusqu'en 1999, jusqu'à la faillite de l'entreprise qui l'organisait.
Cet interlude de micronation reste la plus longue période d'occupation continue de l'île : plus de quarante-deux jours.

### Droit de la mer
La Convention des Nations unies sur le droit de la mer dispose que « Les rochers qui ne se prêtent pas à l'habitation humaine ou à une vie économique propre, n'ont pas de zone économique exclusive ni de plateau continental. »
L'Irlande, le Danemark, l'Islande et le Royaume-Uni sont tous les quatre parties prenantes à cette convention.
Le Royaume-Uni et la république d'Irlande se sont accordés sur une délimitation de leurs zones respectives qui ignore l'existence de Rockall et y ont accordé des droits d'exploration.

## Rockall dans la littérature et la culture
- Le Rockall est mentionné dans le récit de la Navigation de Saint Brendan où il est décrit par René-Yves Creston comme une « colonne d'hyacinthe et de saphir » (Terre de Brume Editions, 1996).
- Jean-Baptiste Charcot y consacre un chapitre agrémenté d'une planche de dessins du rocher sous toutes ses faces, dans Dans la mer du Groenland, 1928, p. 71-83, de l'édition de la Librairie de l'Œuvre Saint-Charles à Bruges, 1938.
- Dans la Mer cruelle, Nicholas Monsarrat fait faire sa dernière patrouille de la Deuxième Guerre mondiale au HMS Saltash autour de ce rocher.
- Les contestations sur Rockall sont évoquées dans un épisode du téléfilm de la BBC the Ambassador, dans lequel on peut voir Pauline Collins dans le rôle d'une ambassadrice du Royaume-Uni en république d'Irlande.
- Rockall est le théâtre du roman Pincher Martin (1956) de William Golding, une vision cauchemardesque de la bataille d'un homme pour sa survie physique et surtout mentale dans un environnement totalement hostile. Le rocher proprement dit devient le motif central du roman et symbolise l'aliénation post-moderne du personnage principal écarté du monde « réel ».
- Un groupe celtique irlandais, the House Band, a produit un album intitulé Rockal, qui doit son nom au rocher.
- Les Wolfe Tones, un groupe de musique rebelle irlandaise, interprètent une chanson intitulée Rock on Rockall en soutien à la revendication irlandaise sur le rocher.
- Le groupe de jazz-funk islandais Mezzoforte a enregistré un instrumental du titre de Rockall[17].
- Rory et Calum MacDonald, les deux membres fondateurs du groupe de rock-folk écossais Runrig, sortent en 2012 un album sous l'appellation the Band From Rockall[18].
- Les paroles de Ether, du groupe anglais Gang of Four, affirment : « Il y a peut-être du pétrole sous Rockall ».
- Rockall est aussi le nom du pays où se déroulent la série de romans the Perilous Quest for Lyonesse d'Anthony Swithin.
- Un célèbre épisode de la série radiodiffusée des années 1950 de la BBC, The Goon Show, Napoleon's Piano, se conclut sur Rockall. Bluebottle (Peter Sellers) est déposé par un hélicoptère pour saluer le drapeau britannique et prendre possession de Rockall au nom du Royaume-Uni. Rockall est aussitôt après détruite par un test de missile.
- The Master, un roman d'aventures de T. H. White, raconte l'histoire de deux enfants bloqués sur Rockall. Ils découvrent que le rocher est creux et habité par un individu mystérieux qui veut devenir maître du monde.
- Rockall est le cadre où se déroulent plusieurs épisodes de la bande dessinée de Steve Bell If...
- Rockall est le titre et le cadre d'un roman futuriste de Ben Emlyn-Jones[19]. L'île du roman est représentée comme plus grande qu'elle ne l'est en réalité, mais sa position est respectée. Un groupe d'explorateurs aborde l'île et tente d'y construire une colonie (the Western Mail 14/8/04).
- Dans son ouvrage Attention All Shipping (Time Warner, 2004), l'auteur Charlie Connelly visite tous les lieux qui ont servi à nommer les zones des prévisions météorologiques marines. Il évoque Rockall, mais ne va pas jusqu'à visiter le rocher proprement dit.
- Flanders et Swann ont composé une chanson à l'occasion de la prise de possession par l'armée britannique.
- Le seuil de Rockall, et implicitement son rocher, est aussi le lieu géographique où se trouve construite la station fluctuante « Equinoxe » dans le jeu de rôle et les romans Polaris de Philippe Tessier.
- Le roman de Kirmen Uribe Bilbao-New York- Bilbao, évoque les pêcheurs basques arraisonnés au large de l'île par la Marine Britannique dans les années 1980[20].